# Campeonato Brasileño de Fútbol Serie A 2019
El Campeonato Brasileño de Fútbol 2019 fue la 64ª. edición del Campeonato Brasileño de Serie A. Comenzó el 27 de abril y finalizó el 8 de diciembre de 2019, con un receso entre el 16 de junio y el 13 de julio, por la realización de la Copa América 2019. El vigente campeón es el Flamengo de Río de Janeiro, que logró su sexto título de Serie A e incluso ganó la segunda CONMEBOL Libertadores 2019 después de 38 años de espera. También se consumó el descenso del Cruzeiro a la Serie B, siendo el primero en su historia.
A partir de este torneo se recurrió al Árbitro asistente de video (VAR por sus siglas en inglés) para todos los juegos del campeonato.

## Sistema de competición
Los 20 equipos participantes se enfrentarán en partidos de ida y vuelta en un sistema de todos contra todos. Al final de las 38 fechas el club con la mayor cantidad de puntos se proclamará campeón.

### Descenso
Los cuatro equipos que finalicen en los últimos puestos en la tabla de posiciones final descenderán y jugarán la Serie B del siguiente año.

### Clasificación
- Los cuatro equipos que ocupen los primeros puestos clasifican a la fase de grupos de la Copa Libertadores 2020, el 5.º y el 6.º puesto de la tabla clasifican a la fase previa. En caso de que el campeón de la Copa de Brasil 2019 sea uno de los primeros cuatro equipos, el equipo que ocupe el 5.º puesto clasificará a la fase de grupos; en cambio, si el campeón de la Copa de Brasil 2019 está entre el 5.º y el 6.º puesto de la tabla cederá al equipo que ocupe el 7.º puesto de la tabla el puesto a la fase previa, esto debido a que el campeón de la Copa de Brasil obtiene cupo directo a la fase de grupos.

- Los siguientes seis equipos, no calificados a Libertadores, clasifican a la Copa Sudamericana 2020.

- El campeón califica a la Supercopa de Brasil 2020.

### Criterios de desempate
- Partidos ganados
- Diferencia de goles
- Goles a favor
- Enfrentamientos directos
- Cantidad de tarjetas amarillas
- Cantidad de tarjetas rojas

## Equipos participantes

### Ascensos y descensos
- Sport Recife, América Mineiro, Vitória y Paraná Clube descendidos la temporada anterior son sustituidos por el campeón de la Serie B, el Fortaleza que vuelve a la máxima categoría tras 13 años después de descender en la temporada 2006, por el subcampeón el Centro Sportivo Alagoano que no disputaba el máximo torneo desde el campeonato de 1987, por el Avaí de Florianopolis que vuelve después de descender en el torneo 2017 y por el Goiás descendido en la temporada 2015.
| Pos. | Descendidos en la temporada 2018 |
| ---- | -------------------------------- |
| 17.º | Sport Recife                     |
| 18.º | América Mineiro                  |
| 19.º | Vitória                          |
| 20.º | Paraná Clube                     |

| Pos. | Ascendidos de la Serie B 2018 |
| ---- | ----------------------------- |
| 1.º  | Fortaleza                     |
| 2.º  | CSA                           |
| 3.º  | Avaí                          |
| 4.º  | Goiás                         |

### Datos de los equipos
| Equipo               | Ciudad         | Estado             | Estadio                | Capacidad | Posición 2018 |
| -------------------- | -------------- | ------------------ | ---------------------- | --------- | ------------- |
| Atlético Mineiro     | Belo Horizonte | Minas Gerais       | Independência          | 23 018    | 6.º Serie A   |
| Athletico Paranaense | Curitiba       | Paraná             | Arena da Baixada       | 42 372    | 7.º Serie A   |
| Avaí                 | Florianópolis  | Santa Catarina     | Ressacada              | 18 000    | 3.º Serie B   |
| Bahia                | Salvador       | Bahía              | Arena Fonte Nova       | 50 000    | 11.º Serie A  |
| Botafogo             | Río de Janeiro | Río de Janeiro     | Olímpico Nilton Santos | 46 831    | 9.º Serie A   |
| Ceará                | Fortaleza      | Ceará              | Castelão               | 67 037    | 15.º Serie A  |
| CSA                  | Maceió         | Alagoas            | Rei Pelé               | 20 000    | 2.º Serie B   |
| Chapecoense          | Chapecó        | Santa Catarina     | Arena Condá            | 20 089    | 14.º Serie A  |
| Corinthians          | São Paulo      | São Paulo          | Arena Corinthians      | 49 205    | 13.º Serie A  |
| Cruzeiro             | Belo Horizonte | Minas Gerais       | Mineirão               | 62 000    | 8.º Serie A   |
| Flamengo             | Río de Janeiro | Río de Janeiro     | Maracanã               | 78 838    | 2.º Serie A   |
| Fluminense           | Río de Janeiro | Río de Janeiro     | Maracanã               | 78 838    | 12.º Serie A  |
| Fortaleza            | Fortaleza      | Ceará              | Castelão               | 67 037    | 1.º Serie B   |
| Goiás                | Goiânia        | Goiás              | Serra Dourada          | 41 000    | 4.º Serie B   |
| Grêmio               | Porto Alegre   | Río Grande del Sur | Arena do Grêmio        | 55 662    | 4.º Serie A   |
| Internacional        | Porto Alegre   | Río Grande del Sur | Beira-Rio              | 51 300    | 3.º Serie A   |
| Palmeiras            | São Paulo      | São Paulo          | Allianz Parque         | 43 713    | 1.º Serie A   |
| Santos               | Santos         | São Paulo          | Vila Belmiro           | 16 068    | 10.º Serie A  |
| São Paulo            | São Paulo      | São Paulo          | Morumbí                | 72 809    | 5.º Serie A   |
| Vasco da Gama        | Río de Janeiro | Río de Janeiro     | São Januário           | 21 880    | 16.º Serie A  |

### Entrenadores
| Listado de entrenadores | Listado de entrenadores        | Listado de entrenadores |
| Equipo                  | Entrenador                     | Jornadas                |
| ----------------------- | ------------------------------ | ----------------------- |
| Atlético Mineiro        | Rodrigo Santana                | 1.ª a 24.ª              |
| Atlético Mineiro        | Vágner Mancini                 | 25.ª a 38.ª             |
| Athletico Paranaense    | Tiago Nunes                    | 1.ª a 30.ª              |
| Athletico Paranaense    | Eduardo Barros (interino)      | 31.ª en adelante        |
| Avaí                    | Geninho                        | 1.ª a 9.ª               |
| Avaí                    | Alberto Valentim               | 10.ª a 24.ª             |
| Avaí                    | Evando                         | 25.ª en adelante        |
| Bahia                   | Roger Machado                  | 1.ª en adelante         |
| Botafogo                | Eduardo Barroca                | 1.ª a 23.ª              |
| Botafogo                | Bruno Lazaroni (interino)      | 24.ª a 25.ª             |
| Botafogo                | Alberto Valentim               | 26.ª en adelante        |
| Ceará                   | Ederson Moreira                | 1.ª a 22.ª              |
| Ceará                   | Adílson Batista                | 23.ª a 35.ª             |
| Ceará                   | Argel Fucks                    | 36.ª en adelante        |
| Chapecoense             | Ney Franco                     | 1.ª a 11.ª              |
| Chapecoense             | Emerson Cris (interino)        | 12.ª a 19.ª             |
| Chapecoense             | Marquinhos Santos              | 20.ª en adelante        |
| CSA                     | Marcelo Cabo                   | 1.ª a 9.ª               |
| CSA                     | Argel Fucks                    | 10.ª a 35.ª             |
| CSA                     | Jacozinho (interino)           | 36.ª en adelante        |
| Corinthians             | Fábio Carille                  | 1.ª a 30.ª              |
| Corinthians             | Dyego Coelho (interino)        | 31.ª en adelante        |
| Cruzeiro                | Mano Menezes                   | 1.ª a 13.ª              |
| Cruzeiro                | Ricardo Resende (interino)     | 14.ª                    |
| Cruzeiro                | Rogério Ceni                   | 15.ª a 21.ª             |
| Cruzeiro                | Abel Braga                     | 22.ª a 35.ª             |
| Cruzeiro                | Adílson Batista                | 36.ª en adelante        |
| Flamengo                | Abel Braga                     | 1.ª a 6.ª               |
| Flamengo                | Marcelo Salles (interino)      | 7.ª a 9.ª               |
| Flamengo                | Jorge Jesus                    | 10.ª en adelante        |
| Fluminense              | Fernando Diniz                 | 1.ª a 15.ª              |
| Fluminense              | Oswaldo de Oliveira            | 16.ª a 21.ª             |
| Fluminense              | Marcão                         | 22.ª en adelante        |
| Fortaleza               | Rogério Ceni                   | 1.ª a 13.ª              |
| Fortaleza               | Marconne Montenegro (interino) | 14.ª                    |
| Fortaleza               | Zé Ricardo                     | 15.ª a 21.ª             |
| Fortaleza               | Rogério Ceni                   | 22.ª en adelante        |
| Goiás                   | Claudinei Oliveira             | 1.ª a 13.ª              |
| Goiás                   | Ney Franco                     | 14.ª en adelante        |
| Grêmio                  | Renato Gaúcho                  | 1.ª en adelante         |
| Internacional           | Odair Hellmann                 | 1.ª a 24.ª              |
| Internacional           | Ricardo Colbachini (interino)  | 25.ª a 27.ª             |
| Internacional           | Zé Ricardo                     | 28.ª en adelante        |
| Palmeiras               | Luiz Felipe Scolari            | 1.ª a 17.ª              |
| Palmeiras               | Mano Menezes                   | 18.ª a 36.ª             |
| Palmeiras               | Andrey Lopes (interino)        | 37.ª en adelante        |
| Santos                  | Jorge Sampaoli                 | 1.ª en adelante         |
| São Paulo               | Cuca                           | 1.ª a 21.ª              |
| São Paulo               | Fernando Diniz                 | 22.ª en adelante        |
| Vasco da Gama           | Marcos Valadares (interino)    | 1.ª a 4.ª               |
| Vasco da Gama           | Vanderlei Luxemburgo           | 5.ª en adelante         |

## Tabla de posiciones
| Pos. | Equipo               | Pts. | PJ | PG | PE | PP | GF | GC | Dif. |
| ---- | -------------------- | ---- | -- | -- | -- | -- | -- | -- | ---- |
| 1.º  | Flamengo (C)         | 90   | 38 | 28 | 6  | 4  | 86 | 37 | 49   |
| 2.º  | Santos               | 74   | 38 | 22 | 8  | 8  | 60 | 33 | 27   |
| 3.º  | Palmeiras            | 74   | 38 | 21 | 11 | 6  | 61 | 32 | 29   |
| 4.º  | Grêmio               | 65   | 38 | 19 | 8  | 11 | 64 | 39 | 25   |
| 5.º  | Athletico Paranaense | 64   | 38 | 18 | 10 | 10 | 51 | 32 | 19   |
| 6.º  | São Paulo            | 63   | 38 | 17 | 12 | 9  | 39 | 30 | 9    |
| 7.º  | Internacional        | 57   | 38 | 16 | 9  | 13 | 44 | 39 | 5    |
| 8.º  | Corinthians          | 56   | 38 | 14 | 14 | 10 | 42 | 34 | 8    |
| 9.º  | Fortaleza            | 53   | 38 | 15 | 8  | 15 | 50 | 49 | 1    |
| 10.º | Goiás                | 52   | 38 | 15 | 7  | 16 | 46 | 64 | −18  |
| 11.º | Bahia                | 49   | 38 | 12 | 13 | 13 | 44 | 43 | 1    |
| 12.º | Vasco da Gama        | 49   | 38 | 12 | 13 | 13 | 39 | 45 | −6   |
| 13.º | Atlético Mineiro     | 48   | 38 | 13 | 9  | 16 | 45 | 49 | −4   |
| 14.º | Fluminense           | 46   | 38 | 12 | 10 | 16 | 38 | 46 | −8   |
| 15.º | Botafogo             | 43   | 38 | 13 | 4  | 21 | 31 | 45 | −14  |
| 16.º | Ceará                | 39   | 38 | 10 | 9  | 19 | 36 | 41 | −5   |
| 17.º | Cruzeiro (D)         | 36   | 38 | 7  | 15 | 16 | 27 | 46 | −19  |
| 18.º | CSA (D)              | 32   | 38 | 8  | 8  | 22 | 24 | 58 | −34  |
| 19.º | Chapecoense (D)      | 32   | 38 | 7  | 11 | 20 | 31 | 52 | −21  |
| 20.º | Avaí (D)             | 20   | 38 | 3  | 11 | 24 | 18 | 62 | −44  |

|  | Campeón. Clasificó a la fase de grupos de la Copa Libertadores 2020 como campeón vigente (C). |
|  | Clasifica a la fase de grupos de la Copa Libertadores 2020.                                   |
|  | Clasifica a la fase 2 de la Copa Libertadores 2020.                                           |
|  | Clasifica a la Copa Sudamericana 2020.                                                        |
|  | Desciende a la Serie B 2020. (D)                                                              |

1. ↑  Clasificado a la Copa Libertadores 2020 como campeón de la Copa Libertadores 2019.
2. ↑  Clasificado a la Copa Libertadores 2020 como campeón de la Copa de Brasil 2019.

|                                      |
| Bandera del estado de Río de Janeiro |
| Campeón C. R. Flamengo 6.º título    |

### Evolución de las posiciones
| Jornada / Equipo | 1  | 2  | 3  | 4  | 5  | 6  | 7  | 8  | 9  | 10 | 11 | 12 | 13 | 14 | 15 | 16 | 17 | 18 | 19 | 20 | 21 | 22 | 23 | 24 | 25 | 26 | 27 | 28 | 29 | 30 | 31 | 32 | 33 | 34 | 35 | 36 | 37 | 38 |
| Jornada / Equipo |    |    |    |    |    |    |    |    |    |    |    |    |    |    |    |    |    |    |    |    |    |    |    |    |    |    |    |    |    |    |    |    |    |    |    |    |    |    |
| ---------------- | -- | -- | -- | -- | -- | -- | -- | -- | -- | -- | -- | -- | -- | -- | -- | -- | -- | -- | -- | -- | -- | -- | -- | -- | -- | -- | -- | -- | -- | -- | -- | -- | -- | -- | -- | -- | -- | -- |
| Flamengo         | 4  | 7  | 9  | 7  | 9  | 6  | 4  | 5  | 3  | 3  | 3  | 3  | 3  | 3  | 2  | 1  | 1  | 1  | 1  | 1  | 1  | 1  | 1  | 1  | 1  | 1  | 1  | 1  | 1  | 1  | 1  | 1  | 1  | 1  | 1  | 1  | 1  | 1  |
| Santos           | 9  | 3  | 4  | 2  | 4  | 5  | 3  | 2  | 2  | 2  | 2  | 1  | 1  | 1  | 1  | 2  | 2  | 2  | 3  | 3  | 3  | 3  | 3  | 2  | 3  | 3  | 3  | 3  | 3  | 3  | 3  | 3  | 3  | 2  | 2  | 2  | 2  | 2  |
| Palmeiras        | 2  | 4  | 2  | 1  | 1  | 1  | 1  | 1  | 1  | 1  | 1  | 2  | 2  | 2  | 3  | 3  | 5  | 3  | 2  | 2  | 2  | 2  | 2  | 3  | 2  | 2  | 2  | 2  | 2  | 2  | 2  | 2  | 2  | 3  | 3  | 3  | 3  | 3  |
| Grêmio           | 13 | 17 | 18 | 18 | 19 | 18 | 18 | 13 | 11 | 10 | 11 | 11 | 13 | 15 | 13 | 12 | 11 | 11 | 8  | 7  | 7  | 8  | 8  | 7  | 6  | 7  | 7  | 7  | 5  | 5  | 4  | 4  | 4  | 4  | 4  | 4  | 4  | 4  |
| Ath. Paranaense  | 3  | 6  | 8  | 6  | 10 | 12 | 10 | 11 | 12 | 13 | 7  | 7  | 8  | 12 | 8  | 9  | 9  | 9  | 11 | 9  | 9  | 9  | 9  | 9  | 10 | 9  | 9  | 8  | 8  | 6  | 7  | 6  | 5  | 5  | 5  | 5  | 5  | 5  |
| São Paulo        | 5  | 1  | 3  | 3  | 3  | 4  | 8  | 8  | 9  | 9  | 5  | 5  | 5  | 5  | 5  | 4  | 4  | 5  | 6  | 6  | 6  | 7  | 5  | 5  | 5  | 5  | 4  | 4  | 4  | 4  | 5  | 5  | 6  | 6  | 6  | 6  | 6  | 6  |
| Internacional    | 16 | 13 | 15 | 9  | 5  | 7  | 5  | 7  | 4  | 5  | 6  | 6  | 6  | 8  | 7  | 7  | 6  | 6  | 4  | 4  | 4  | 5  | 6  | 6  | 7  | 6  | 6  | 5  | 6  | 7  | 8  | 7  | 7  | 7  | 8  | 7  | 8  | 7  |
| Corinthians      | 11 | 10 | 11 | 12 | 8  | 3  | 9  | 10 | 10 | 8  | 10 | 8  | 7  | 6  | 6  | 5  | 3  | 4  | 5  | 5  | 5  | 4  | 4  | 4  | 4  | 4  | 5  | 6  | 7  | 8  | 6  | 8  | 8  | 8  | 7  | 8  | 7  | 8  |
| Fortaleza        | 19 | 15 | 16 | 16 | 14 | 14 | 14 | 17 | 14 | 12 | 14 | 14 | 14 | 13 | 14 | 15 | 12 | 13 | 14 | 15 | 15 | 13 | 14 | 13 | 15 | 15 | 14 | 14 | 12 | 12 | 14 | 13 | 12 | 12 | 10 | 9  | 9  | 9  |
| Goiás            | 10 | 11 | 14 | 10 | 6  | 10 | 12 | 9  | 6  | 7  | 9  | 9  | 12 | 14 | 12 | 11 | 13 | 14 | 15 | 12 | 12 | 11 | 10 | 10 | 9  | 10 | 10 | 10 | 10 | 9  | 10 | 10 | 11 | 9  | 9  | 10 | 10 | 10 |
| Bahía            | 7  | 9  | 5  | 8  | 11 | 8  | 6  | 6  | 8  | 11 | 12 | 12 | 10 | 10 | 10 | 8  | 8  | 7  | 7  | 8  | 8  | 6  | 7  | 8  | 8  | 8  | 8  | 9  | 9  | 10 | 9  | 9  | 9  | 10 | 11 | 11 | 11 | 11 |
| Vasco da Gama    | 18 | 20 | 20 | 20 | 20 | 20 | 20 | 18 | 15 | 16 | 15 | 15 | 15 | 11 | 15 | 14 | 15 | 15 | 12 | 13 | 13 | 14 | 13 | 14 | 12 | 11 | 11 | 11 | 11 | 11 | 12 | 11 | 10 | 11 | 12 | 12 | 13 | 12 |
| Atlético Mineiro | 8  | 2  | 1  | 4  | 2  | 2  | 2  | 3  | 5  | 4  | 4  | 4  | 4  | 4  | 4  | 6  | 7  | 8  | 9  | 10 | 10 | 10 | 11 | 11 | 11 | 12 | 12 | 12 | 13 | 13 | 11 | 12 | 13 | 13 | 14 | 13 | 12 | 13 |
| Fluminense       | 14 | 19 | 13 | 15 | 13 | 15 | 16 | 15 | 16 | 15 | 17 | 17 | 16 | 16 | 18 | 18 | 18 | 17 | 16 | 17 | 16 | 16 | 15 | 15 | 14 | 14 | 16 | 16 | 17 | 17 | 15 | 17 | 17 | 15 | 15 | 15 | 14 | 14 |
| Botafogo         | 17 | 12 | 6  | 5  | 7  | 11 | 7  | 4  | 7  | 6  | 8  | 10 | 9  | 7  | 9  | 10 | 10 | 10 | 10 | 11 | 11 | 12 | 12 | 12 | 13 | 13 | 13 | 13 | 14 | 14 | 17 | 14 | 14 | 14 | 13 | 14 | 15 | 15 |
| Ceará            | 1  | 5  | 12 | 14 | 12 | 9  | 11 | 12 | 13 | 14 | 13 | 13 | 11 | 9  | 11 | 13 | 14 | 12 | 13 | 14 | 14 | 15 | 16 | 17 | 16 | 16 | 15 | 15 | 15 | 15 | 13 | 15 | 15 | 16 | 16 | 16 | 16 | 16 |
| Cruzeiro         | 15 | 14 | 7  | 11 | 15 | 16 | 15 | 14 | 18 | 17 | 16 | 16 | 18 | 17 | 16 | 16 | 16 | 16 | 17 | 18 | 17 | 17 | 18 | 18 | 18 | 18 | 17 | 17 | 16 | 16 | 16 | 16 | 16 | 17 | 17 | 17 | 17 | 17 |
| CSA              | 20 | 18 | 17 | 17 | 18 | 17 | 17 | 19 | 19 | 19 | 19 | 19 | 19 | 19 | 19 | 19 | 19 | 18 | 18 | 16 | 18 | 18 | 17 | 16 | 17 | 17 | 18 | 18 | 18 | 18 | 18 | 18 | 18 | 18 | 18 | 18 | 18 | 18 |
| Chapecoense      | 6  | 8  | 10 | 13 | 16 | 13 | 13 | 16 | 17 | 18 | 18 | 18 | 17 | 18 | 17 | 17 | 17 | 19 | 19 | 20 | 20 | 20 | 20 | 20 | 20 | 20 | 19 | 19 | 19 | 19 | 19 | 19 | 19 | 19 | 19 | 19 | 19 | 19 |
| Avaí             | 12 | 16 | 19 | 19 | 17 | 19 | 19 | 20 | 20 | 20 | 20 | 20 | 20 | 20 | 20 | 20 | 20 | 20 | 20 | 19 | 19 | 19 | 19 | 19 | 19 | 19 | 20 | 20 | 20 | 20 | 20 | 20 | 20 | 20 | 20 | 20 | 20 | 20 |

## Resultados
Los horarios corresponden al huso horario de Brasil: UTC-3 en horario estándar y UTC-2 en Horario de verano.

### Primera Rueda
| São Paulo            | 2 - 0 | Botafogo      | Morumbí          | 27 de abril | 16:00 |
| Chapecoense          | 2 - 0 | Internacional | Arena Condá      | 27 de abril | 19:00 |
| Atlético Mineiro     | 2 - 1 | Avaí          | Independência    | 27 de abril | 19:00 |
| Flamengo             | 3 - 1 | Cruzeiro      | Maracaná         | 27 de abril | 21:00 |
| Grêmio               | 1 - 2 | Santos        | Arena do Grêmio  | 28 de abril | 11:00 |
| Ceará                | 4 - 0 | CSA           | Castelão         | 28 de abril | 16:00 |
| Bahia                | 3 - 2 | Corinthians   | Arena Fonte Nova | 28 de abril | 16:00 |
| Athletico Paranaense | 4 - 1 | Vasco da Gama | Arena da Baixada | 28 de abril | 16:00 |
| Palmeiras            | 4 - 0 | Fortaleza     | Allianz Parque   | 28 de abril | 19:00 |
| Fluminense           | 0 - 1 | Goiás         | Maracaná         | 28 de abril | 19:00 |

| Corinthians   | 1 - 0 | Chapecoense          | Arena Corinthians | 1 de mayo | 16:00 |
| Internacional | 2 - 1 | Flamengo             | Beira-Rio         | 1 de mayo | 16:00 |
| CSA           | 1 - 1 | Palmeiras            | Rei Pelé          | 1 de mayo | 16:00 |
| Avaí          | 1 - 1 | Grêmio               | Ressacada         | 1 de mayo | 19:15 |
| Cruzeiro      | 1 - 0 | Ceará                | Mineirão          | 1 de mayo | 19:15 |
| Vasco da Gama | 1 - 2 | Atlético Mineiro     | São Januário      | 1 de mayo | 21:30 |
| Fortaleza     | 2 - 1 | Athletico Paranaense | Castelão          | 1 de mayo | 21:30 |
| Goiás         | 1 - 2 | São Paulo            | Serra Dourada     | 1 de mayo | 21:30 |
| Santos        | 2 - 1 | Fluminense           | Vila Belmiro      | 2 de mayo | 19:15 |
| Botafogo      | 3 - 2 | Bahia                | Nilton Santos     | 2 de mayo | 20:00 |

| Palmeiras     | 1 - 0 | Internacional        | Allianz Parque    | 4 de mayo | 19:00 |
| Vasco da Gama | 1 - 1 | Corinthians          | Arena da Amazônia | 4 de mayo | 19:00 |
| Ceará         | 1 - 2 | Atlético Mineiro     | Castelão          | 4 de mayo | 21:00 |
| Chapecoense   | 1 - 1 | Athletico Paranaense | Arena Condá       | 5 de mayo | 11:00 |
| Cruzeiro      | 2 - 1 | Goiás                | Mineirão          | 5 de mayo | 16:00 |
| São Paulo     | 1 - 1 | Flamengo             | Morumbi           | 5 de mayo | 16:00 |
| Botafogo      | 1 - 0 | Fortaleza            | Nilton Santos     | 5 de mayo | 16:00 |
| CSA           | 0 - 0 | Santos               | Rei Pelé          | 5 de mayo | 16:00 |
| Grêmio        | 4 - 5 | Fluminense           | Arena do Grêmio   | 5 de mayo | 19:00 |
| Bahia         | 1 - 0 | Avaí                 | Arena Fonte Nova  | 5 de mayo | 19:00 |

| Fluminense           | 0 - 1 | Botafogo      | Maracaná          | 11 de mayo | 16:00 |
| Corinthians          | 0 - 0 | Grêmio        | Arena Corinthians | 11 de mayo | 19:00 |
| Goiás                | 2 - 1 | Ceará         | Serra Dourada     | 11 de mayo | 21:00 |
| Flamengo             | 2 - 1 | Chapecoense   | Maracaná          | 12 de mayo | 11:00 |
| Atlético Mineiro     | 0 - 2 | Palmeiras     | Mineirão          | 12 de mayo | 16:00 |
| Santos               | 3 - 0 | Vasco de Gama | Pacaembú          | 12 de mayo | 16:00 |
| Internacional        | 3 - 1 | Cruzeiro      | Beira-Rio         | 12 de mayo | 16:00 |
| Athletico Paranaense | 1 - 0 | Bahia         | Arena da Baixada  | 12 de mayo | 19:00 |
| Avaí                 | 0 - 0 | CSA           | Ressacada         | 12 de mayo | 19:00 |
| Fortaleza            | 0 - 1 | São Paulo     | Castelão          | 12 de mayo | 19:00 |

| Fluminense           | 4 - 1 | Cruzeiro    | Maracaná         | 18 de mayo | 18:00 |
| Atlético Mineiro     | 2 - 1 | Flamengo    | Independência    | 18 de mayo | 19:00 |
| Palmeiras            | 4 - 0 | Santos      | Pacaembú         | 18 de mayo | 19:00 |
| São Paulo            | 0 - 0 | Bahia       | Morumbi          | 19 de mayo | 11:00 |
| Chapecoense          | 1 - 3 | Fortaleza   | Arena Condá      | 19 de mayo | 16:00 |
| Goiás                | 1 - 0 | Botafogo    | Serra Dourada    | 19 de mayo | 16:00 |
| Athletico Paranaense | 0 - 2 | Corinthians | Arena da Baixada | 19 de mayo | 16:00 |
| Internacional        | 2 - 0 | CSA         | Beira-Rio        | 19 de mayo | 16:00 |
| Vasco da Gama        | 1 - 1 | Avaí        | São Januário     | 19 de mayo | 19:00 |
| Ceará                | 2 - 1 | Grêmio      | Castelão         | 19 de mayo | 19:00 |

| Botafogo    | 0 - 1 | Palmeiras            | Mané Garrincha    | 25 de mayo | 16:00 |
| Grêmio      | 1 - 0 | Atlético Mineiro     | Arena do Grêmio   | 25 de mayo | 19:00 |
| Santos      | 0 - 0 | Internacional        | Vila Belmiro      | 26 de mayo | 16:00 |
| Flamengo    | 3 - 2 | Athletico Paranaense | Maracanã          | 26 de mayo | 16:00 |
| Cruzeiro    | 1 - 2 | Chapecoense          | Independência     | 26 de mayo | 19:00 |
| Fortaleza   | 1 - 1 | Vasco da Gama        | Castelão          | 26 de mayo | 19:00 |
| Corinthians | 1 - 0 | São Paulo            | Arena Corinthians | 26 de mayo | 19:00 |
| Bahia       | 3 - 2 | Fluminense           | Arena Fonte Nova  | 26 de mayo | 19:00 |
| CSA         | 1 - 0 | Goiás                | Rei Pelé          | 27 de mayo | 20:00 |
| Avaí        | 1 - 2 | Ceará                | Ressacada         | 27 de mayo | 20:00 |

| Flamengo             | 2 - 0 | Fortaleza     | Nilton Santos     | 1 de junio  | 16:00 |
| Bahia                | 1 - 0 | Grêmio        | Pituaçu           | 1 de junio  | 19:00 |
| Botafogo             | 1 - 0 | Vasco da Gama | Nilton Santos     | 2 de junio  | 11:00 |
| Ceará                | 0 - 1 | Santos        | Castelão          | 2 de junio  | 16:00 |
| São Paulo            | 1 - 1 | Cruzeiro      | Pacaembu          | 2 de junio  | 16:00 |
| Athletico Paranaense | 3 - 0 | Fluminense    | Arena da Baixada  | 2 de junio  | 16:00 |
| Atlético Mineiro     | 4 - 0 | CSA           | Independência     | 2 de junio  | 19:00 |
| Internacional        | 2 - 0 | Avaí          | Beira-Rio         | 2 de junio  | 19:00 |
| Chapecoense          | 1 - 2 | Palmeiras     | Arena Condá       | 2 de junio  | 19:00 |
| Corinthians          | 2 - 0 | Goiás         | Arena Corinthians | 7 de agosto | 19:15 |

| Vasco da Gama | 2 - 1 | Internacional        | São Januário   | 7 de junio  | 20:30 |
| Palmeiras     | 1 - 0 | Athletico Paranaense | Allianz Parque | 8 de junio  | 16:30 |
| Grêmio        | 1 - 0 | Fortaleza            | Centenário     | 8 de junio  | 19:00 |
| Cruzeiro      | 0 - 0 | Corinthians          | Mineirão       | 8 de junio  | 19:00 |
| Ceará         | 0 - 0 | Bahia                | Castelão       | 8 de junio  | 19:30 |
| Avaí          | 0 - 0 | São Paulo            | Ressacada      | 8 de junio  | 21:00 |
| Fluminense    | 0 - 0 | Flamengo             | Maracanã       | 9 de junio  | 19:00 |
| Santos        | 3 - 1 | Atlético Mineiro     | Vila Belmiro   | 9 de junio  | 19:00 |
| CSA           | 1 - 2 | Botafogo             | Rei Pelé       | 9 de junio  | 19:00 |
| Goiás         | 3 - 1 | Chapecoense          | Serra Dourada  | 10 de junio | 20:00 |

| Botafogo         | 0 - 1 | Grêmio               | Nilton Santos  | 12 de junio | 19:15 |
| Fortaleza        | 2 - 1 | Cruzeiro             | Castelão       | 12 de junio | 21:00 |
| Santos           | 1 - 0 | Corinthians          | Pacaembú       | 12 de junio | 21:30 |
| CSA              | 0 - 2 | Flamengo             | Mané Garrincha | 12 de junio | 21:30 |
| Internacional    | 3 - 1 | Bahia                | Beira-Rio      | 12 de junio | 21:30 |
| Vasco da Gama    | 1 - 0 | Ceará                | São Januário   | 13 de junio | 19:15 |
| Palmeiras        | 2 - 0 | Avaí                 | Allianz Parque | 13 de junio | 20:00 |
| Goiás            | 2 - 1 | Athletico Paranaense | Serra Dourada  | 13 de junio | 20:00 |
| Atlético Mineiro | 1 - 1 | São Paulo            | Independência  | 13 de junio | 20:00 |
| Chapecoense      | 1 - 1 | Fluminense           | Arena Condá    | 13 de junio | 20:00 |

| Grêmio               | 2 - 1 | Vasco da Gama    | Arena do Grêmio   | 13 de julio | 17:00 |
| Fortaleza            | 2 - 0 | Avaí             | Castelão          | 13 de julio | 17:00 |
| São Paulo            | 1 - 1 | Palmeiras        | Morumbi           | 13 de julio | 19:00 |
| Bahia                | 0 - 1 | Santos           | Pituaçu           | 13 de julio | 19:00 |
| Flamengo             | 6 - 1 | Goiás            | Maracanã          | 14 de julio | 11:00 |
| Cruzeiro             | 0 - 0 | Botafogo         | Mineirão          | 14 de julio | 16:00 |
| Corinthians          | 1 - 0 | CSA              | Arena Corinthians | 14 de julio | 16:00 |
| Athletico Paranaense | 1 - 0 | Internacional    | Arena da Baixada  | 14 de julio | 16:00 |
| Chapecoense          | 1 - 2 | Atlético Mineiro | Arena Condá       | 14 de julio | 19:00 |
| Fluminense           | 1 - 1 | Ceará            | Maracanã          | 15 de julio | 20:00 |

| Vasco da Gama    | 2 - 1 | Fluminense           | São Januário      | 20 de julio | 11:00 |
| Bahia            | 0 - 0 | Cruzeiro             | Arena Fonte Nova  | 20 de julio | 17:00 |
| Internacional    | 1 - 1 | Grêmio               | Beira-Rio         | 20 de julio | 19:00 |
| Ceará            | 2 - 0 | Palmeiras            | Castelão          | 20 de julio | 19:00 |
| CSA              | 0 - 4 | Athletico Paranaense | Rei Pelé          | 20 de julio | 19:00 |
| Botafogo         | 0 - 1 | Santos               | Nilton Santos     | 21 de julio | 11:00 |
| Corinthians      | 1 - 1 | Flamengo             | Arena Corinthians | 21 de julio | 16:00 |
| Atlético Mineiro | 2 - 2 | Fortaleza            | Independência     | 21 de julio | 16:00 |
| Avaí             | 0 - 0 | Goiás                | Ressacada         | 21 de julio | 19:00 |
| São Paulo        | 4 - 0 | Chapecoense          | Morumbi           | 21 de julio | 20:00 |

| Palmeiras     | 1 - 1 | Vasco da Gama        | Allianz Parque | 27 de julio | 17:00 |
| Internacional | 1 - 0 | Ceará                | Beira-Rio      | 27 de julio | 19:00 |
| Cruzeiro      | 0 - 2 | Athletico Paranaense | Mineirão       | 27 de julio | 19:00 |
| Fluminense    | 1 - 2 | São Paulo            | Maracanã       | 27 de julio | 19:00 |
| Chapecoense   | 0 - 0 | Bahia                | Arena Condá    | 28 de julio | 11:00 |
| Flamengo      | 3 - 2 | Botafogo             | Maracanã       | 28 de julio | 16:00 |
| Santos        | 3 - 1 | Avaí                 | Vila Belmiro   | 28 de julio | 16:00 |
| Fortaleza     | 1 - 3 | Corinthians          | Castelão       | 28 de julio | 19:00 |
| Goiás         | 0 - 0 | Atlético Mineiro     | Serra Dourada  | 28 de julio | 19:00 |
| CSA           | 0 - 0 | Grêmio               | Rei Pelé       | 29 de julio | 20:00 |

| Ceará                | 2 - 1 | Fortaleza     | Castelão          | 3 de agosto  | 19:00 |
| Fluminense           | 2 - 1 | Internacional | Maracanã          | 3 de agosto  | 19:00 |
| Santos               | 6 - 1 | Goiás         | Vila Belmiro      | 4 de agosto  | 11:00 |
| Bahia                | 3 - 0 | Flamengo      | Arena Fonte Nova  | 4 de agosto  | 16:00 |
| Avaí                 | 0 - 2 | Botafogo      | Ressacada         | 4 de agosto  | 16:00 |
| Corinthians          | 1 - 1 | Palmeiras     | Arena Corinthians | 4 de agosto  | 19:00 |
| Vasco da Gama        | 0 - 0 | CSA           | Kléber Andrade    | 4 de agosto  | 19:00 |
| Atlético Mineiro     | 2 - 0 | Cruzeiro      | Independência     | 4 de agosto  | 19:00 |
| Grêmio               | 3 - 3 | Chapecoense   | Arena do Grêmio   | 5 de agosto  | 20:00 |
| Athletico Paranaense | 0 - 1 | São Paulo     | Arena da Baixada  | 21 de agosto | 19:15 |

| Ceará            | 4 - 1 | Chapecoense          | Castelão       | 10 de agosto | 17:00 |
| São Paulo        | 3 - 2 | Santos               | Morumbi        | 10 de agosto | 17:00 |
| Flamengo         | 3 - 1 | Grêmio               | Maracanã       | 10 de agosto | 19:00 |
| Atlético Mineiro | 2 - 1 | Fluminense           | Independência  | 10 de agosto | 21:00 |
| Internacional    | 0 - 0 | Corinthians          | Beira-Rio      | 11 de agosto | 11:00 |
| Palmeiras        | 2 - 2 | Bahia                | Allianz Parque | 11 de agosto | 16:00 |
| Botafogo         | 2 - 1 | Athletico Paranaense | Nilton Santos  | 11 de agosto | 16:00 |
| Avaí             | 2 - 2 | Cruzeiro             | Ressacada      | 11 de agosto | 16:00 |
| Goiás            | 0 - 1 | Vasco da Gama        | Serra Dourada  | 11 de agosto | 19:00 |
| CSA              | 0 - 2 | Fortaleza            | Rei Pelé       | 12 de agosto | 20:00 |

| Corinthians          | 2 - 0 | Botafogo         | Arena Corinthians | 17 de agosto | 17:00 |
| Fortaleza            | 0 - 1 | Internacional    | Castelão          | 17 de agosto | 17:00 |
| Athletico Paranaense | 1 - 0 | Atlético Mineiro | Arena da Baixada  | 17 de agosto | 19:00 |
| Vasco da Gama        | 1 - 4 | Flamengo         | Mané Garrincha    | 17 de agosto | 19:00 |
| Grêmio               | 1 - 1 | Palmeiras        | Arena do Grêmio   | 17 de agosto | 21:00 |
| Bahia                | 1 - 1 | Goiás            | Arena Fonte Nova  | 18 de agosto | 16:00 |
| São Paulo            | 1 - 0 | Ceará            | Morumbi           | 18 de agosto | 16:00 |
| Fluminense           | 0 - 1 | CSA              | Maracanã          | 18 de agosto | 16:00 |
| Cruzeiro             | 2 - 0 | Santos           | Mineirão          | 18 de agosto | 16:00 |
| Chapecoense          | 1 - 0 | Avaí             | Arena Condá       | 18 de agosto | 19:00 |

| Atlético Mineiro | 0 - 1 | Bahia                | Independência   | 24 de agosto     | 11:00 |
| Grêmio           | 2 - 1 | Athletico Paranaense | Arena do Grêmio | 24 de agosto     | 17:00 |
| Santos           | 3 - 3 | Fortaleza            | Vila Belmiro    | 25 de agosto     | 16:00 |
| Vasco da Gama    | 2 - 0 | São Paulo            | São Januário    | 25 de agosto     | 16:00 |
| Goiás            | 2 - 1 | Internacional        | Serra Dourada   | 25 de agosto     | 16:00 |
| Ceará            | 0 - 3 | Flamengo             | Castelão        | 25 de agosto     | 19:00 |
| Avaí             | 1 - 1 | Corinthians          | Ressacada       | 25 de agosto     | 19:00 |
| CSA              | 1 - 1 | Cruzeiro             | Rei Pelé        | 25 de agosto     | 19:00 |
| Botafogo         | 0 - 0 | Chapecoense          | Nilton Santos   | 26 de agosto     | 20:00 |
| Palmeiras        | 3 - 0 | Fluminense           | Allianz Parque  | 10 de septiembre | 21:00 |

| São Paulo            | 0 - 0 | Grêmio           | Morumbi           | 31 de agosto    | 11:00 |
| Bahia                | 1 - 0 | CSA              | Arena Fonte Nova  | 31 de agosto    | 17:00 |
| Chapecoense          | 0 - 1 | Santos           | Arena Condá       | 31 de agosto    | 19:00 |
| Athletico Paranaense | 1- 0  | Ceará            | Arena da Baixada  | 31 de agosto    | 19:00 |
| Internacional        | 3 - 2 | Botafogo         | Beira-Rio         | 31 de agosto    | 21:00 |
| Fortaleza            | 2 - 0 | Goiás            | Castelão          | 1 de septiembre | 16:00 |
| Flamengo             | 3 - 0 | Palmeiras        | Maracanã          | 1 de septiembre | 16:00 |
| Cruzeiro             | 1 - 0 | Vasco da Gama    | Mineirão          | 1 de septiembre | 19:00 |
| Corinthians          | 1 - 0 | Atlético Mineiro | Arena Corinthians | 1 de septiembre | 19:00 |
| Fluminense           | 0 - 1 | Avaí             | Maracanã          | 2 de septiembre | 20:00 |

| Corinthians   | 2 - 2 | Ceará                | Arena Corinthians | 7 de septiembre | 11:00 |
| Vasco da Gama | 0 - 2 | Bahia                | São Januário      | 7 de septiembre | 11:00 |
| Fortaleza     | 0 - 1 | Fluminense           | Castelão          | 7 de septiembre | 17:00 |
| Avaí          | 0 - 3 | Flamengo             | Mané Garrincha    | 7 de septiembre | 17:00 |
| Internacional | 1 - 0 | São Paulo            | Beira-Rio         | 7 de septiembre | 19:00 |
| Goiás         | 1 - 2 | Palmeiras            | Serra Dourada     | 7 de septiembre | 21:00 |
| Cruzeiro      | 1 - 4 | Grêmio               | Independência     | 8 de septiembre | 11:00 |
| Santos        | 1 - 1 | Athletico Paranaense | Vila Belmiro      | 8 de septiembre | 16:00 |
| Botafogo      | 2 - 1 | Atlético Mineiro     | Nílton Santos     | 8 de septiembre | 16:00 |
| CSA           | 2 - 0 | Chapecoense          | Rei Pelé          | 8 de septiembre | 19:00 |

| Flamengo             | 1 - 0 | Santos        | Maracanã         | 14 de septiembre | 17:00 |
| Chapecoense          | 1 - 2 | Vasco da Gama | Arena Condá      | 14 de septiembre | 19:00 |
| Palmeiras            | 1 - 0 | Cruzeiro      | Allianz Parque   | 14 de septiembre | 19:00 |
| Ceará                | 0 - 0 | Botafogo      | Castelão         | 14 de septiembre | 21:00 |
| Atlético Mineiro     | 1 - 3 | Internacional | Independência    | 15 de septiembre | 11:00 |
| Athletico Paranaense | 0 - 1 | Avaí          | Arena da Baixada | 15 de septiembre | 11:00 |
| Grêmio               | 3 - 0 | Goiás         | Arena do Grêmio  | 15 de septiembre | 16:00 |
| Fluminense           | 1 - 0 | Corinthians   | Mané Garrincha   | 15 de septiembre | 16:00 |
| Bahia                | 1 - 1 | Fortaleza     | Arena Fonte Nova | 15 de septiembre | 16:00 |
| São Paulo            | 1 - 1 | CSA           | Morumbi          | 15 de septiembre | 19:00 |

### Segunda Rueda
| Botafogo      | 1 - 2 | São Paulo            | Nilton Santos     | 21 de septiembre | 11:00 |
| Cruzeiro      | 1 - 2 | Flamengo             | Mineirão          | 21 de septiembre | 17:00 |
| Corinthians   | 2 - 1 | Bahia                | Arena Corinthians | 21 de septiembre | 19:00 |
| Santos        | 0 - 3 | Grêmio               | Vila Belmiro      | 21 de septiembre | 21:00 |
| Internacional | 1 - 0 | Chapecoense          | Beira-Rio         | 22 de septiembre | 11:00 |
| Fortaleza     | 0 - 1 | Palmeiras            | Castelão          | 22 de septiembre | 16:00 |
| Vasco da Gama | 1 - 1 | Athletico Paranaense | São Januário      | 22 de septiembre | 16:00 |
| CSA           | 1 - 0 | Ceará                | Rei Pelé          | 22 de septiembre | 16:00 |
| Goiás         | 3 - 0 | Fluminense           | Serra Dourada     | 22 de septiembre | 19:00 |
| Avaí          | 1 - 0 | Atlético Mineiro     | Ressacada         | 23 de septiembre | 20:00 |

| Ceará                | 0 - 0 | Cruzeiro      | Castelão         | 25 de septiembre | 19:30 |
| São Paulo            | 0 - 1 | Goiás         | Morumbi          | 25 de septiembre | 21:30 |
| Flamengo             | 3 - 1 | Internacional | Maracanã         | 25 de septiembre | 21:30 |
| Bahia                | 2 - 0 | Botafogo      | Arena Fonte Nova | 25 de septiembre | 21:30 |
| Palmeiras            | 6 - 2 | CSA           | Pacaembu         | 26 de septiembre | 19:15 |
| Grêmio               | 6 - 1 | Avaí          | Arena do Grêmio  | 26 de septiembre | 20:00 |
| Fluminense           | 1 - 1 | Santos        | Maracanã         | 26 de septiembre | 20:00 |
| Athletico Paranaense | 4 - 1 | Fortaleza     | Arena da Baixada | 26 de septiembre | 21:30 |
| Atlético Mineiro     | 1 - 2 | Vasco da Gama | Independência    | 2 de octubre     | 19:15 |
| Chapecoense          | 0 - 1 | Corinthians   | Arena Condá      | 2 de octubre     | 19:15 |

| Flamengo             | 0 - 0 | São Paulo     | Maracanã          | 28 de septiembre | 19:00 |
| Corinthians          | 1 - 0 | Vasco da Gama | Arena Corinthians | 29 de septiembre | 11:00 |
| Internacional        | 1 - 1 | Palmeiras     | Beira-Rio         | 29 de septiembre | 16:00 |
| Santos               | 2 - 0 | CSA           | Vila Belmiro      | 29 de septiembre | 16:00 |
| Fluminense           | 2 - 1 | Grêmio        | Maracanã          | 29 de septiembre | 16:00 |
| Atlético Mineiro     | 2 - 1 | Ceará         | Independência     | 29 de septiembre | 19:00 |
| Athletico Paranaense | 1 - 1 | Chapecoense   | Arena da Baixada  | 29 de septiembre | 19:00 |
| Goiás                | 1 - 0 | Cruzeiro      | Serra Dourada     | 30 de septiembre | 20:00 |
| Fortaleza            | 1 - 0 | Botafogo      | Castelão          | 30 de septiembre | 20:00 |
| Avaí                 | 0 - 2 | Bahia         | Ressacada         | 30 de septiembre | 20:00 |

| Vasco da Gama | 0 - 1 | Santos               | São Januário     | 5 de octubre | 17:00 |
| São Paulo     | 2 - 1 | Fortaleza            | Pacaembu         | 5 de octubre | 17:00 |
| Bahia         | 1 - 2 | Athletico Paranaense | Arena Fonte Nova | 5 de octubre | 19:00 |
| Grêmio        | 0 - 0 | Corinthians          | Arena do Grêmio  | 5 de octubre | 19:00 |
| Cruzeiro      | 1 - 1 | Internacional        | Mineirão         | 5 de octubre | 21:00 |
| Chapecoense   | 0 - 1 | Flamengo             | Arena Condá      | 6 de octubre | 11:00 |
| Palmeiras     | 1 - 1 | Atlético Mineiro     | Allianz Parque   | 6 de octubre | 16:00 |
| Ceará         | 0 - 1 | Goiás                | Castelão         | 6 de octubre | 16:00 |
| Botafogo      | 0 - 1 | Fluminense           | Nílton Santos    | 6 de octubre | 16:00 |
| CSA           | 3 - 1 | Avaí                 | Rei Pelé         | 6 de octubre | 19:00 |

| Botafogo    | 3 - 1 | Goiás                | Nílton Santos     | 9 de octubre  | 19:15 |
| CSA         | 1 - 0 | Internacional        | Rei Pelé          | 9 de octubre  | 19:15 |
| Fortaleza   | 2 - 0 | Chapecoense          | Castelão          | 9 de octubre  | 20:30 |
| Grêmio      | 2 - 1 | Ceará                | Centenário        | 9 de octubre  | 21:00 |
| Bahia       | 0 - 0 | São Paulo            | Arena Fonte Nova  | 9 de octubre  | 21:00 |
| Cruzeiro    | 0 - 0 | Fluminense           | Mineirão          | 9 de octubre  | 21:30 |
| Santos      | 2 - 0 | Palmeiras            | Vila Belmiro      | 9 de octubre  | 21:30 |
| Corinthians | 2 - 2 | Athletico Paranaense | Arena Corinthians | 10 de octubre | 19:15 |
| Avaí        | 0 - 0 | Vasco da Gama        | Ressacada         | 10 de octubre | 19:15 |
| Flamengo    | 3 - 1 | Atlético Mineiro     | Maracanã          | 10 de octubre | 20:00 |

| Goiás                | 1 - 0 | CSA         | Serra Dourada    | 12 de octubre | 17:00 |
| Fluminense           | 2 - 0 | Bahia       | Maracanã         | 12 de octubre | 19:00 |
| Palmeiras            | 1 - 0 | Botafogo    | Pacaembú         | 12 de octubre | 21:00 |
| Internacional        | 0 - 0 | Santos      | Beira-Rio        | 13 de octubre | 16:00 |
| Ceará                | 1 - 0 | Avaí        | Castelão         | 13 de octubre | 16:00 |
| Vasco da Gama        | 1 - 0 | Fortaleza   | São Januário     | 13 de octubre | 16:00 |
| Athletico Paranaense | 0 - 2 | Flamengo    | Arena da Baixada | 13 de octubre | 16:00 |
| São Paulo            | 1 - 0 | Corinthians | Morumbi          | 13 de octubre | 18:00 |
| Atlético Mineiro     | 1 - 4 | Grêmio      | Independência    | 13 de octubre | 19:00 |
| Chapecoense          | 1 - 1 | Cruzeiro    | Arena Condá      | 13 de octubre | 19:00 |

| Grêmio        | 0 - 1 | Bahia                | Arena do Grêmio | 16 de octubre | 19:15 |
| CSA           | 2 - 2 | Atlético Mineiro     | Rei Pelé        | 16 de octubre | 19:15 |
| Fortaleza     | 1 - 2 | Flamengo             | Castelão        | 16 de octubre | 20:00 |
| Cruzeiro      | 1 - 0 | São Paulo            | Mineirão        | 16 de octubre | 21:00 |
| Palmeiras     | 1 - 0 | Chapecoense          | Allianz Parque  | 16 de octubre | 21:00 |
| Vasco da Gama | 2 - 1 | Botafogo             | São Januário    | 16 de octubre | 21:30 |
| Goiás         | 2 - 2 | Corinthians          | Serra Dourada   | 16 de octubre | 21:30 |
| Avaí          | 0 - 2 | Internacional        | Ressacada       | 17 de octubre | 19:15 |
| Santos        | 2 - 1 | Ceará                | Vila Belmiro    | 17 de octubre | 19:15 |
| Fluminense    | 1 - 2 | Athletico Paranaense | Maracanã        | 17 de octubre | 21:00 |

| Fortaleza            | 2 - 1 | Grêmio        | Castelão          | 19 de octubre | 17:00 |
| Corinthians          | 1 - 2 | Cruzeiro      | Arena Corinthians | 19 de octubre | 19:00 |
| Internacional        | 0 - 1 | Vasco da Gama | Beira-Rio         | 20 de octubre | 16:00 |
| Atlético Mineiro     | 2 - 0 | Santos        | Independência     | 20 de octubre | 16:00 |
| São Paulo            | 1 - 0 | Avaí          | Morumbi           | 20 de octubre | 16:00 |
| Flamengo             | 2 - 0 | Fluminense    | Maracanã          | 20 de octubre | 18:00 |
| Chapecoense          | 2 - 2 | Goiás         | Arena Condá       | 20 de octubre | 19:00 |
| Athletico Paranaense | 1 - 1 | Palmeiras     | Arena da Baixada  | 20 de octubre | 19:00 |
| Bahia                | 1 - 2 | Ceará         | Pituaçu           | 21 de octubre | 19:30 |
| Botafogo             | 2 - 1 | CSA           | Nílton Santos     | 21 de octubre | 20:00 |

| Corinthians          | 0 - 0 | Santos           | Arena Corinthians | 26 de octubre | 17:00 |
| Ceará                | 1 - 1 | Vasco da Gama    | Castelão          | 26 de octubre | 17:00 |
| Bahia                | 2 - 3 | Internacional    | Arena Fonte Nova  | 26 de octubre | 19:00 |
| Fluminense           | 1 - 1 | Chapecoense      | Maracanã          | 26 de octubre | 19:30 |
| Cruzeiro             | 1 - 1 | Fortaleza        | Mineirão          | 26 de octubre | 21:00 |
| São Paulo            | 2 - 0 | Atlético Mineiro | Morumbi           | 27 de octubre | 16:00 |
| Athletico Paranaense | 4 - 1 | Goiás            | Arena da Baixada  | 27 de octubre | 16:00 |
| Grêmio               | 3 - 0 | Botafogo         | Arena do Grêmio   | 27 de octubre | 16:00 |
| Avaí                 | 1 - 2 | Palmeiras        | Ressacada         | 27 de octubre | 18:00 |
| Flamengo             | 1 - 0 | CSA              | Maracanã          | 27 de octubre | 19:00 |

| Atlético Mineiro | 0 - 2 | Chapecoense          | Independência  | 30 de octubre | 19:30 |
| Palmeiras        | 3 - 0 | São Paulo            | Allianz Parque | 30 de octubre | 19:30 |
| Avaí             | 1 - 3 | Fortaleza            | Ressacada      | 30 de octubre | 19:30 |
| Ceará            | 2 - 0 | Fluminense           | Castelão       | 30 de octubre | 21:30 |
| Vasco da Gama    | 1 - 3 | Grêmio               | São Januário   | 30 de octubre | 21:30 |
| CSA              | 2 - 1 | Corinthians          | Rei Pelé       | 30 de octubre | 21:30 |
| Santos           | 1 - 0 | Bahia                | Vila Belmiro   | 31 de octubre | 19:15 |
| Goiás            | 2 - 2 | Flamengo             | Serra Dourada  | 31 de octubre | 20:00 |
| Internacional    | 1 - 1 | Athletico Paranaense | Beira-Rio      | 31 de octubre | 21:30 |
| Botafogo         | 0 - 2 | Cruzeiro             | Nílton Santos  | 31 de octubre | 21:30 |

| Fortaleza            | 2 - 2 | Atlético Mineiro | Castelão         | 2 de noviembre | 17:00 |
| Palmeiras            | 1 - 0 | Ceará            | Allianz Parque   | 2 de noviembre | 19:00 |
| Fluminense           | 0 - 0 | Vasco da Gama    | Maracanã         | 2 de noviembre | 19:00 |
| Chapecoense          | 0 - 3 | São Paulo        | Arena Condá      | 2 de noviembre | 21:00 |
| Flamengo             | 4 - 1 | Corinthians      | Maracanã         | 3 de noviembre | 16:00 |
| Grêmio               | 2 - 0 | Internacional    | Arena do Grêmio  | 3 de noviembre | 18:00 |
| Athletico Paranaense | 1 - 0 | CSA              | Arena da Baixada | 3 de noviembre | 18:00 |
| Cruzeiro             | 1 - 1 | Bahia            | Mineirão         | 3 de noviembre | 19:00 |
| Santos               | 4 - 1 | Botafogo         | Vila Belmiro     | 3 de noviembre | 19:00 |
| Goiás                | 2 - 0 | Avaí             | Serra Dourada    | 3 de noviembre | 19:30 |

| Corinthians          | 3 - 2 | Fortaleza     | Arena Corinthians | 6 de noviembre | 19:30 |
| Atlético Mineiro     | 2 - 0 | Goiás         | Independência     | 6 de noviembre | 20:00 |
| Avaí                 | 1 - 2 | Santos        | Ressacada         | 6 de noviembre | 21:00 |
| Vasco da Gama        | 1 - 2 | Palmeiras     | São Januário      | 6 de noviembre | 21:30 |
| Bahia                | 1 - 1 | Chapecoense   | Arena Fonte Nova  | 6 de noviembre | 21:30 |
| Athletico Paranaense | 0 - 0 | Cruzeiro      | Arena da Baixada  | 6 de noviembre | 21:30 |
| Ceará                | 2 - 0 | Internacional | Castelão          | 7 de noviembre | 19:30 |
| São Paulo            | 0 - 2 | Fluminense    | Morumbi           | 7 de noviembre | 19:30 |
| Botafogo             | 0 - 1 | Flamengo      | Nílton Santos     | 7 de noviembre | 20:00 |
| Grêmio               | 2 - 1 | CSA           | Arena do Grêmio   | 7 de noviembre | 21:00 |

| Goiás         | 0 - 3 | Santos               | Serra Dourada | 9 de noviembre  | 17:00 |
| Palmeiras     | 1 - 1 | Corinthians          | Pacaembu      | 9 de noviembre  | 19:00 |
| Internacional | 2 - 1 | Fluminense           | Beira-Rio     | 10 de noviembre | 16:00 |
| Cruzeiro      | 0 - 0 | Atlético Mineiro     | Mineirão      | 10 de noviembre | 16:00 |
| São Paulo     | 0 - 1 | Athletico Paranaense | Morumbi       | 10 de noviembre | 16:00 |
| Flamengo      | 3 - 1 | Bahia                | Maracanã      | 10 de noviembre | 18:00 |
| Fortaleza     | 1 - 0 | Ceará                | Castelão      | 10 de noviembre | 19:00 |
| Chapecoense   | 0 - 1 | Grêmio               | Arena Condá   | 10 de noviembre | 19:00 |
| CSA           | 0 - 3 | Vasco da Gama        | Rei Pelé      | 10 de noviembre | 19:00 |
| Botafogo      | 2 - 0 | Avaí                 | Nílton santos | 11 de noviembre | 20:00 |

| Santos               | 1 - 1 | São Paulo        | Vila Belmiro      | 16 de noviembre | 17:00 |
| Fluminense           | 1 - 1 | Atlético Mineiro | Macaranã          | 16 de noviembre | 19:00 |
| Bahia                | 1 - 1 | Palmeiras        | Arena Fonte Nova  | 17 de noviembre | 16:00 |
| Grêmio               | 0 - 1 | Flamengo         | Arena do Grêmio   | 17 de noviembre | 16:00 |
| Athletico Paranaense | 1 - 0 | Botafogo         | Arena da Baixada  | 17 de noviembre | 18:00 |
| Chapecoense          | 1 - 0 | Ceará            | Arena Condá       | 17 de noviembre | 18:00 |
| Corinthians          | 0 - 0 | Internacional    | Arena Corinthians | 17 de noviembre | 18:00 |
| Fortaleza            | 3 - 0 | CSA              | Câstelao          | 17 de noviembre | 19:00 |
| Vasco da Gama        | 1 - 1 | Goiás            | São Januário      | 18 de noviembre | 19:30 |
| Cruzeiro             | 0 - 0 | Avaí             | Mineirão          | 18 de noviembre | 20:00 |

| Flamengo         | 4 - 4 | Vasco da Gama        | Maracanã       | 13 de noviembre | 21:30 |
| Santos           | 4 - 1 | Cruzeiro             | Vila Belmiro   | 23 de noviembre | 21:00 |
| Palmeiras        | 1 - 2 | Grêmio               | Allianz Parque | 24 de noviembre | 16:00 |
| Atlético Mineiro | 0 - 1 | Athletico Paranaense | Independência  | 24 de noviembre | 16:00 |
| Goiás            | 4 - 3 | Bahia                | Serra Dourada  | 24 de noviembre | 16:00 |
| Botafogo         | 1 - 0 | Corinthians          | Nílton Santos  | 24 de noviembre | 18:00 |
| Internacional    | 2 - 2 | Fortaleza            | Beira-Rio      | 24 de noviembre | 19:00 |
| Ceará            | 1 - 1 | São Paulo            | Castelão       | 24 de noviembre | 19:00 |
| Avaí             | 0 - 1 | Chapecoense          | Ressacada      | 24 de noviembre | 19:00 |
| CSA              | 0 - 1 | Fluminense           | Rei Pelé       | 25 de noviembre | 20:00 |

| Internacional        | 1 - 2 | Goiás            | Beira-Rio         | 27 de noviembre | 19:30 |
| Chapecoense          | 0 - 1 | Botafogo         | Arena Condá       | 27 de noviembre | 19:30 |
| Bahia                | 1 - 1 | Atlético Mineiro | Arena Fonte Nova  | 27 de noviembre | 21:00 |
| Corinthians          | 3 - 0 | Avaí             | Arena Corinthians | 27 de noviembre | 21:30 |
| Flamengo             | 4 - 1 | Ceará            | Maracanã          | 27 de noviembre | 21:30 |
| Athletico Paranaense | 2 - 0 | Grêmio           | Arena da Baixada  | 27 de noviembre | 21:30 |
| Fluminense           | 1 - 0 | Palmeiras        | Maracanã          | 28 de noviembre | 19:30 |
| Fortaleza            | 2 - 1 | Santos           | Castelão          | 28 de noviembre | 20:00 |
| São Paulo            | 1 - 0 | Vasco da Gama    | Morumbi           | 28 de noviembre | 20:30 |
| Cruzeiro             | 0 - 1 | CSA              | Mineirão          | 28 de noviembre | 21:30 |

| Botafogo         | 0 - 1 | Internacional        | Nilton Santos   | 30 de noviembre | 19:00 |
| Ceará            | 1 - 1 | Athletico Paranaense | Castelão        | 30 de noviembre | 19:00 |
| Palmeiras        | 1 - 3 | Flamengo             | Allianz Parque  | 1 de diciembre  | 16:00 |
| Goiás            | 1 - 2 | Fortaleza            | Serra Dourada   | 1 de diciembre  | 16:00 |
| Avaí             | 1 - 1 | Fluminense           | Ressacada       | 1 de diciembre  | 16:00 |
| CSA              | 1 - 2 | Bahia                | Rei Pelé        | 1 de diciembre  | 18:00 |
| Atlético Mineiro | 2 - 1 | Corinthians          | Independência   | 1 de diciembre  | 18:00 |
| Grêmio           | 3 - 0 | São Paulo            | Arena do Grêmio | 1 de diciembre  | 19:00 |
| Santos           | 2 - 0 | Chapecoense          | Vila Belmiro    | 1 de diciembre  | 19:00 |
| Vasco da Gama    | 1 - 0 | Cruzeiro             | São Januário    | 2 de diciembre  | 20:00 |

| Athletico Paranaense | 1 - 0 | Santos        | Arena da Baixada | 4 de diciembre | 19:00 |
| Atlético Mineiro     | 2 - 0 | Botafogo      | Mineirão         | 4 de diciembre | 19:30 |
| Ceará                | 0 - 1 | Corinthians   | Castelão         | 4 de diciembre | 19:30 |
| Chapecoense          | 3 - 0 | CSA           | Arena Condá      | 4 de diciembre | 21:00 |
| São Paulo            | 2 - 1 | Internacional | Morumbi          | 4 de diciembre | 21:30 |
| Fluminense           | 0 - 0 | Fortaleza     | Maracanã         | 4 de diciembre | 21:30 |
| Grêmio               | 2 - 0 | Cruzeiro      | Arena do Grêmio  | 5 de diciembre | 19:15 |
| Palmeiras            | 5 - 1 | Goiás         | Brinco de Ouro   | 5 de diciembre | 19:15 |
| Bahia                | 1 - 1 | Vasco da Gama | Arena Fonte Nova | 5 de diciembre | 19:15 |
| Flamengo             | 6 - 1 | Avaí          | Maracanã         | 5 de diciembre | 20:00 |

| Internacional | 2 - 1 | Atlético Mineiro     | Beira-Rio         | 8 de diciembre | 16:00 |
| Cruzeiro      | 0 - 2 | Palmeiras            | Mineirão          | 8 de diciembre | 16:00 |
| Fortaleza     | 2 - 1 | Bahia                | Castelão          | 8 de diciembre | 16:00 |
| Corinthians   | 1 - 2 | Fluminense           | Arena Corinthians | 8 de diciembre | 16:00 |
| Santos        | 4 - 0 | Flamengo             | Vila Belmiro      | 8 de diciembre | 16:00 |
| Vasco da Gama | 1 - 1 | Chapecoense          | Maracanã          | 8 de diciembre | 16:00 |
| Botafogo      | 1 - 1 | Ceará                | Nílton Santos     | 8 de diciembre | 16:00 |
| Avaí          | 0 - 0 | Athletico Paranaense | Ressacada         | 8 de diciembre | 16:00 |
| Goiás         | 3 - 2 | Grêmio               | Serra Dourada     | 8 de diciembre | 16:00 |
| CSA           | 1 - 2 | São Paulo            | Rei Pelé          | 8 de diciembre | 16:00 |

## Goleadores
| Pos. | Jugador                | Club          | Goles |
| ---- | ---------------------- | ------------- | ----- |
| 1    | Gabriel Barbosa        | Flamengo      | 25    |
| 2    | Bruno Henrique         | Flamengo      | 21    |
| 3    | Gilberto               | Bahia         | 14    |
| 3    | Eduardo Sasha          | Santos        | 14    |
| 4    | Wellington Paulista    | Fortaleza     | 13    |
| 4    | Everaldo               | Chapecoense   | 13    |
| 4    | Giorgian De Arrascaeta | Flamengo      | 13    |
| 5    | Thiago Galhardo        | Ceará         | 12    |
| 5    | Carlos Sánchez         | Santos        | 12    |
| 6    | Everton                | Grêmio        | 11    |
| 7    | Bruno Henrique         | Palmeiras     | 10    |
| 7    | Paolo Guerrero         | Internacional | 10    |